# Европейское физическое общество
Европе́йское физи́ческое о́бщество — некоммерческая организация, основной целью которой является популяризация физики в Европе. Общество основано в 1968 году и включает физические общества 40 европейских стран и около 2500 индивидуальных членов. 

## Деятельность
Одна из главных обязанностей Общества — организация международных конференций по физике. Издаёт журнал «EPL». 
Вручает награды: 
- Премию Еврофизика
- Премию Ханнеса Альфвена
- Премия в области физики частиц и физики высоких энергий
- Премия в области квантовой электроники и оптики
- Медаль Грибова[нем.]
- Edison Volta Prize[англ.]
- Премия Лизы Мейтнер[нем.]
- Историческое место ЕФО[вд][2]

Президентом общества с 2019 года является Петра Рудольф.